# Plaza Mayor de Valladolid
La plaza Mayor de Valladolid está situada en el centro de la ciudad de Valladolid a pocos metros de otros monumentos significativos como la iglesia de San Benito el Real o la iglesia de Santa María La Antigua.
Presidida por el monumento al repoblador de la ciudad, el Conde Ansúrez, la Plaza Mayor constituye el principal espacio de encuentro de los vallisoletanos.

## Situación

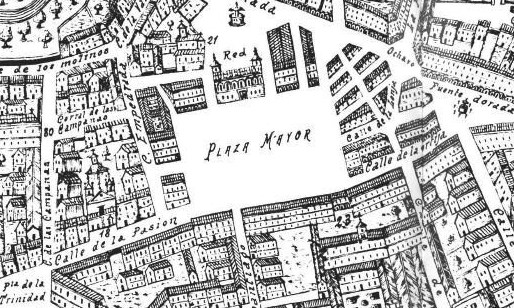
La Plaza Mayor de Valladolid en el plano elaborado por Ventura Seco, en 1738.

La Plaza Mayor de Valladolid se encuentra en la zona centro de la ciudad, rodeada por las plazas de la Rinconada y del Corrillo y de las calles de la Cebadería y del Peso al norte, de Alarcón, de Quiñones y del duque de la Victoria al este, de la Constitución y Héroes del Alcázar de Toledo al sur y las calles de Correos y de la Reina al oeste. 
Nacen de la Plaza Mayor diez calles y callejones. Desde su lado norte nacen las calles de Viana, de Jesús y de la Manzana; hacia el este comienzan las calles de la Lencería y de Ferrari. Hacia el sur se inicia una de las principales vías comerciales de Valladolid: la calle de Santiago. Finalmente, desde el lado oeste de la Plaza nacen las calles de la Pasión y de Calixto Fernández de la Torre. Además desde la Plaza Mayor se puede acceder a dos callejones: los de Ricote y Torneros.

## Historia

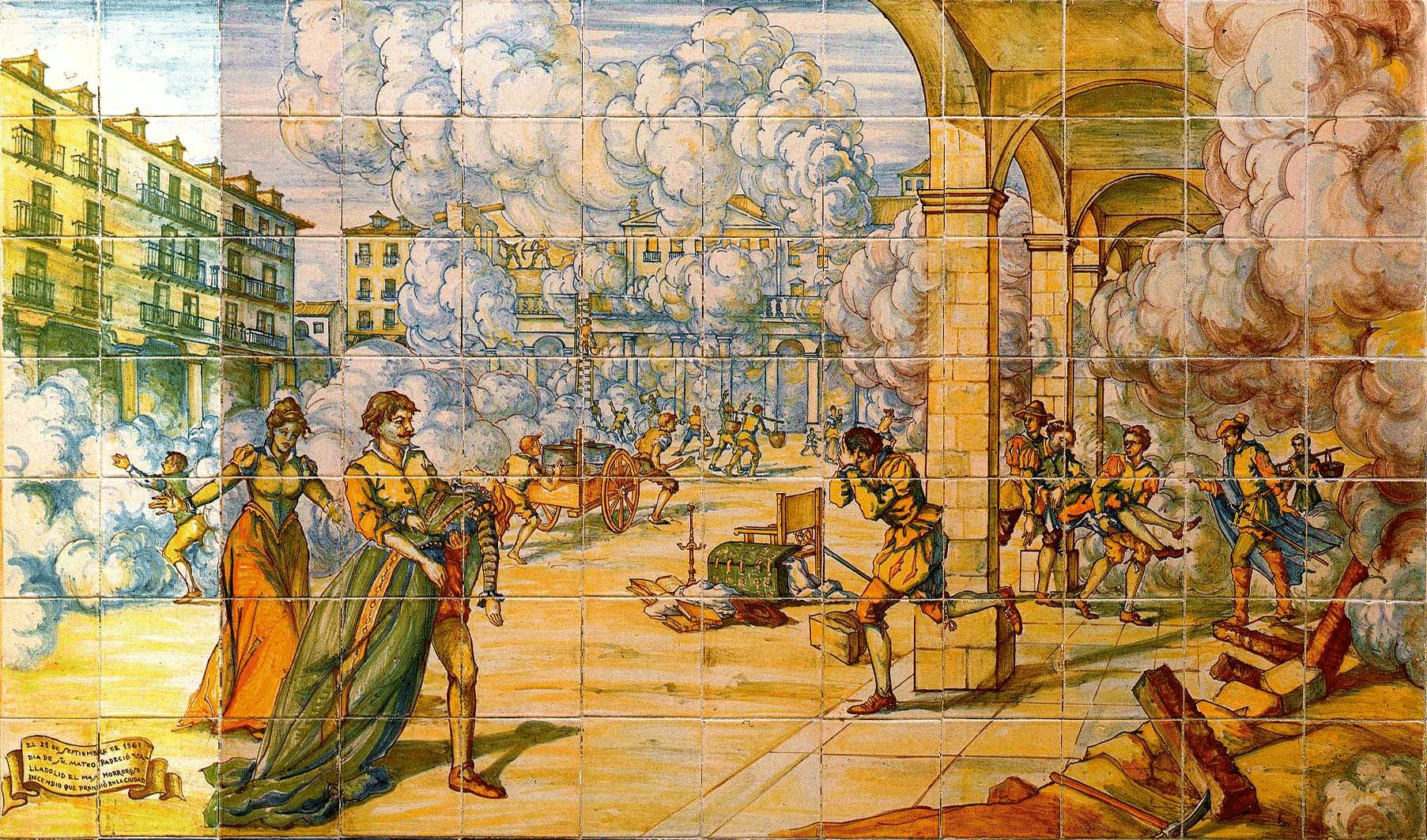
El gran incendio de 1561.

A mediados del siglo XI, Valladolid era una pequeña aldea agrícola rodeada por una cerca defensiva. El espacio que ocupa la plaza Mayor y sus alrededores se encontraba fuera de esta primera muralla, cerca de la puerta conocida como postigo del Trigo, por donde los mercaderes entraban a la villa con los alimentos.
Cuando el conde Pedro Ansúrez obtuvo el señorío de la villa en 1072, mandó construir un palacio para él y su esposa doña Eylo Alfonso y las iglesias de Santa María la Mayor y de Santa María La Antigua y se instaló el concejo. La plaza de Santa María, era pues el centro de la incipiente urbe. Por su parte, en el descampado donde hoy se encuentra la plaza se fueron construyendo diversas edificaciones. 

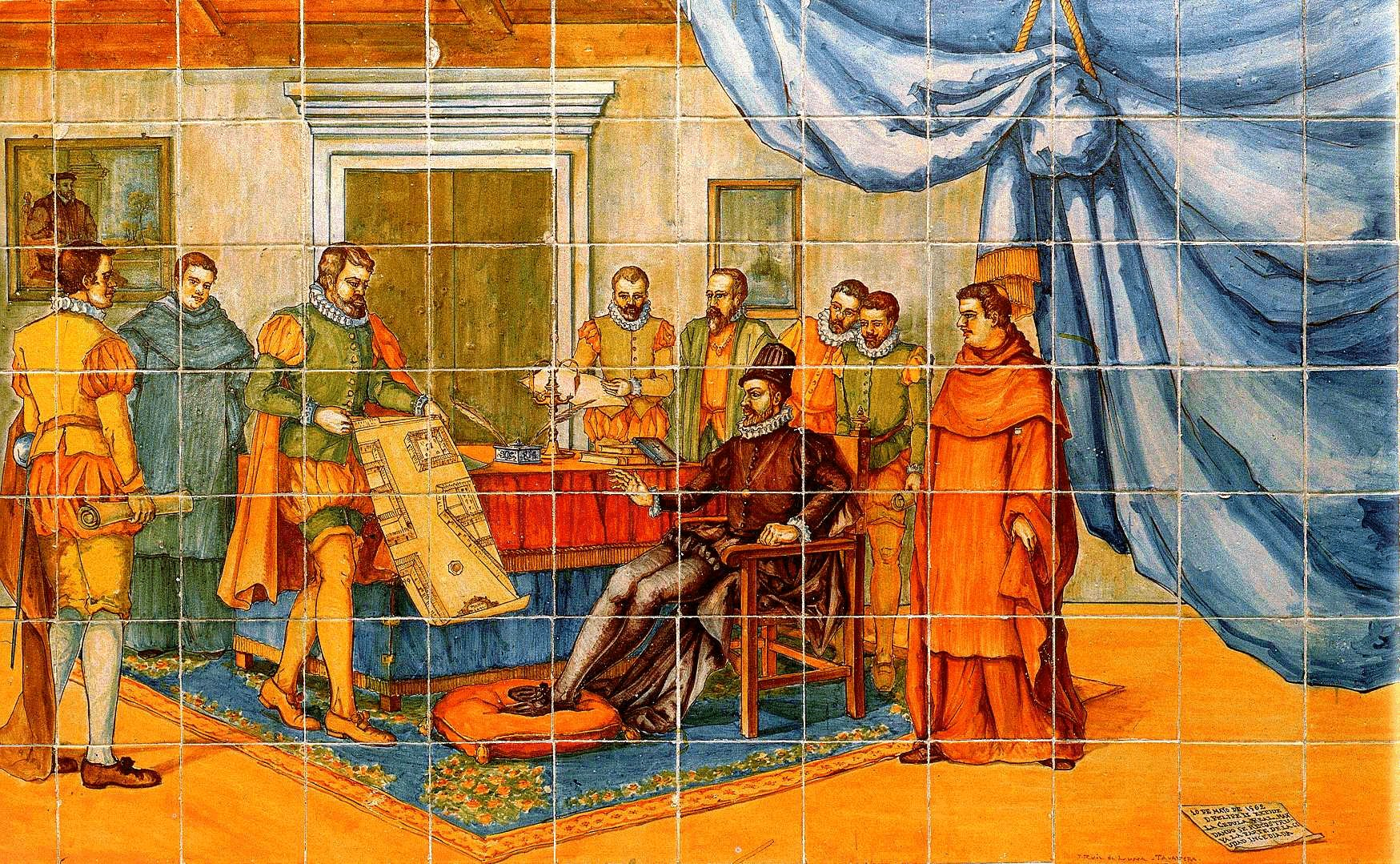
Felipe II ordena la reconstrucción de la parte incendiada.

La existencia de la plaza Mayor en el actual emplazamiento comenzó a definirse a mediados del siglo XIII cuando el mercado se desplazó desde la Plaza de Santa María a la Plaza del Mercado, que desde comienzos del XVI se llamó Plaza Mayor. Los distintos gremios se fueron instalando en torno a ella, y fue el Convento de San Francisco, hasta 1499, el edificio más importante en las inmediaciones. A partir de esa fecha, por mandato de los Reyes Católicos fue la Casa del Municipio la que presidió la vida de la ciudad.
Tras su destrucción, a causa del grave incendio que comenzó el 21 de septiembre de 1561 y que hasta el 23 de septiembre destruyó al menos 440 casas de la ciudad, el concejo inició, al día siguiente de la finalización del incendio, el 24 de septiembre, las labores de reconstrucción. Se encargó a Francisco de Salamanca la construcción de tiendas provisionales en la propia plaza y se realojó a los afectados por el incendio, utilizando para ello casas prestadas por los propios vecinos.

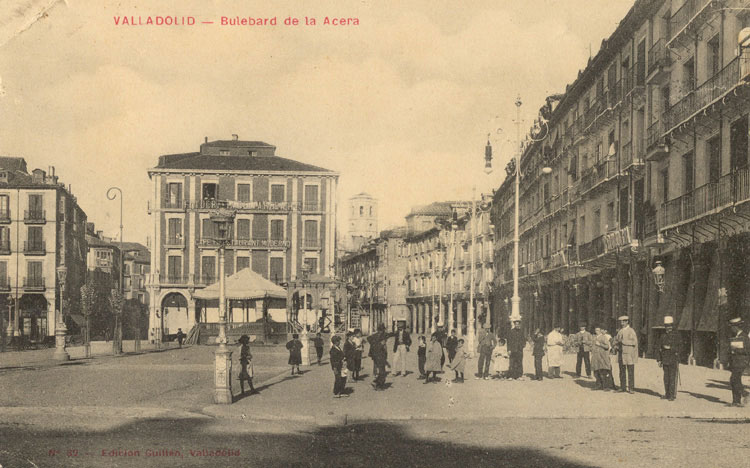
Parte de la plaza mayor a principios del.

El mismo 24 de septiembre, el concejo tomó la decisión de solicitar ayuda para la reedificación de la zona afectada a Felipe II. La solicitud fue entregada en mano al rey por el corregidor de la ciudad, Luis de Ossorío. El 25 de septiembre, tras una nueva reunión del concejo, se decidió encargar a Francisco de Salamanca el proyecto de reconstrucción de la zona y un estudio previo en el que se estudiase la distribución del espacio urbano anterior al incendio. En este estudio previo ya se plasma la idea de una gran plaza donde se construirían las casas del consistorio y se ubicaran de forma ordenada los distintos gremios, oficios y servicios.
Los días 9 y 10 de octubre, Felipe II expidió una Real Cédula por la que solicita al concejo la realización de un informe técnico y en la cual se consignan una serie de premisas para llevar a cabo el proyecto como son la obligación de un sistema de calles rectilíneas y una nueva traza urbana.
Tras una serie de contactos a tres bandas entre el concejo, Francisco de Salamanca y Felipe II, el arquitecto presentó el proyecto definitivo al monarca que fue aprobado salvo ciertas modificaciones menores.

## Fisonomía

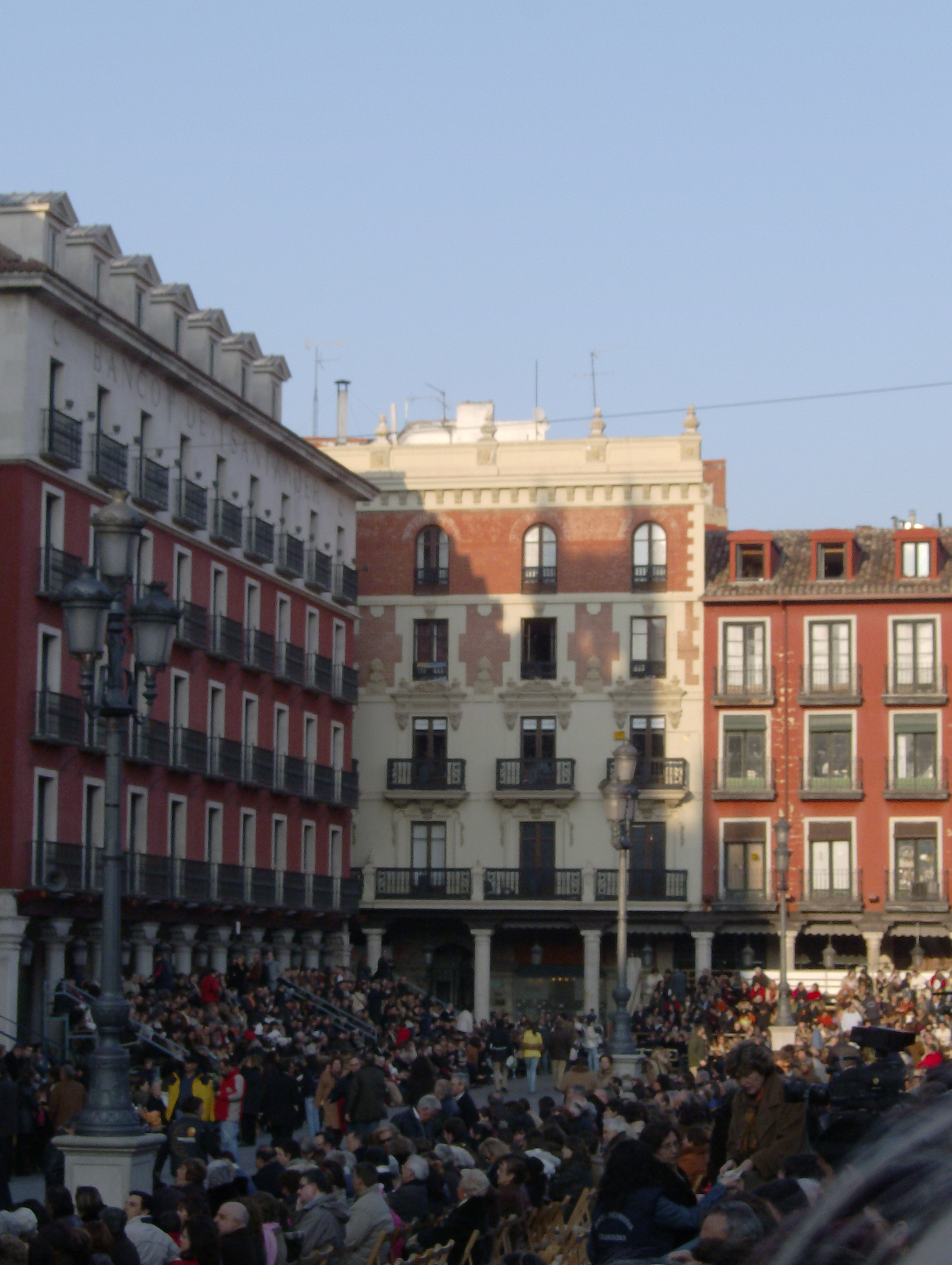
Lateral de la plaza, con el graderío colocado para el público de la Procesión General de la Sagrada Pasión del Redentor, en la tarde de Viernes Santo.

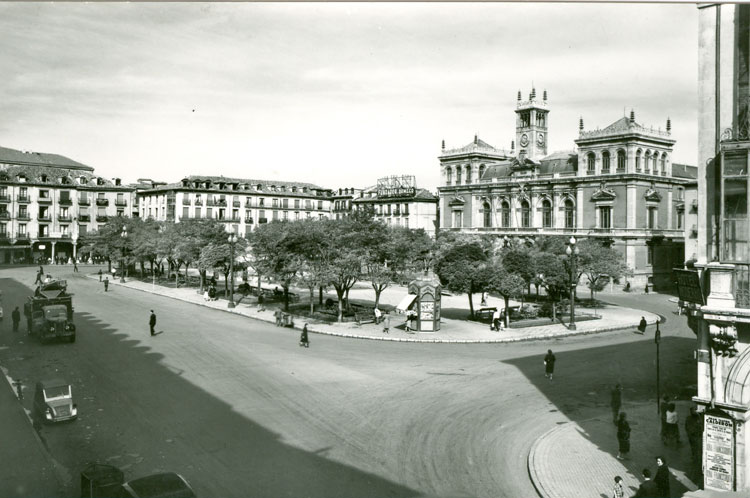
La plaza en los años 50.

La plaza, una de las más grandes de España, es de planta rectangular, con unas dimensiones de 400 pies de largo por 266 de ancho, de proporción sesquilátera (3x2). Está completamente porticada y sus soportales descansan sobre columnas o pilares cuadrados de granito, siendo de tipo abierto, es decir, las calles desembocan en ella sin ningún obstáculo ni pantalla. Está rodeada por pequeñas calles gremiales que recuerdan el pasado mercantil del entorno.
Tradicionalmente las viviendas de la plaza tuvieron una altura de tres pisos, siendo la distribución de huecos jerarquizada. La planta primera poseía balcones, la segunda, antepechos y la tercera, ventanas sencillas. Esta disposición tiene ecos vitrubianos. Esta fisonomía original fue cambiando a lo largo del tiempo hasta la actual, en la que todos los huecos de los pisos poseen balcones. 
En la denominada acera de San Francisco se encuentra el Teatro Zorrilla, inaugurado en 1884. Se sitúa en el mismo lugar en el que se alzara parte del desaparecido Convento de San Francisco, inmenso conjunto monástico, demolido totalmente entre 1835 y 1850 y que abarcaba todo el espacio comprendido entre las actuales calles de Santiago, Montero Calvo y Duque de la Victoria. La actual calle constitución se sitúa sobre la desaparecida iglesia gótica del monasterio y la calle Menéndez y Pelayo, sobre varias dependencias y las antiguas huertas.
En la actualidad, se ha intentado volver a la homogeneidad original mediante ciertos mecanismos, como el pintar de rojo todas las fachadas de las edificaciones, algo histórica y estéticamente discutible. Esto se debe a que en su origen las fachadas de Plaza Mayor eran de ladrillo pero en el siglo XIX las taparon con una capa de cemento, algo que se ha podido ver hasta el año 1996 cuando se realiza el programa de restauración "Valladolid Renace". Es decir, con la reforma se recuperó un color similar al que podría haber habido en la época de su construcción (rojo ladrillo), pero sin ser tan costoso como eliminar la capa de cemento y restaurar todas las fachadas.
Bajo su suelo se encuentra un aparcamiento público construido en el año 1971, reformado en varias ocasiones. La última se realizó entre finales de 2018 y el primer trimestre de 2019, donde se eliminaron las rampas que existían en la propia plaza trasladándose a la calle Manzana y a la calle Molinos, a través de un túnel en la calle Jesús. La obra finalizó en julio de 2019.

### Casa Consistorial

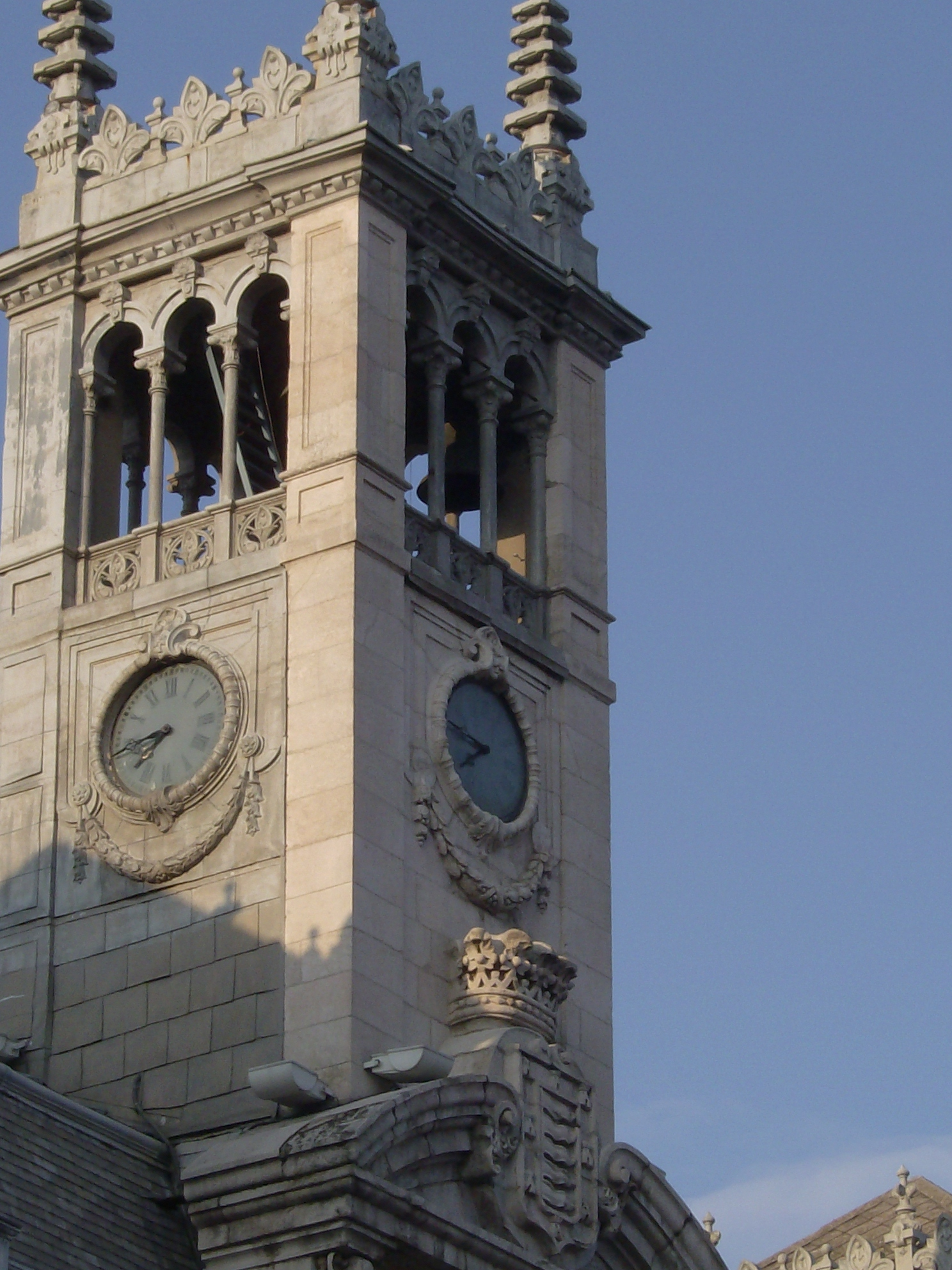
Torre del reloj de la casa consistorial.

En el flanco norte de su trazado rectangular, se alza la Casa Consistorial sede del Ayuntamiento de Valladolid. El anterior, que sobrevivió hasta 1879, databa del siglo XVI, aunque había sido reformado a lo largo del tiempo. Por ejemplo, a mediados del siglo XIX, se le había incorporado una torre para el reloj en el centro de la fachada. El edificio actual tuvo un génesis larga. Primero se convocó un concurso de proyectos para el nuevo consistorio vallisoletano, proyecto que ganó el arquitecto local Antonio Iturralde, que presentó un proyecto que, aunque ganador, no gustó demasiado. Iturralde murió en 1897 y se hizo cargo de las obras Enrique Repullés y Vargas, quien derribó todo lo efectuado del proyecto de Iturralde y construyó un nuevo edificio ecléctico, de carácter beaux-artiano, terminado en 1908. El edificio sirve de sede al Ayuntamiento de la ciudad.

### Monumento al conde Pedro Ansúrez

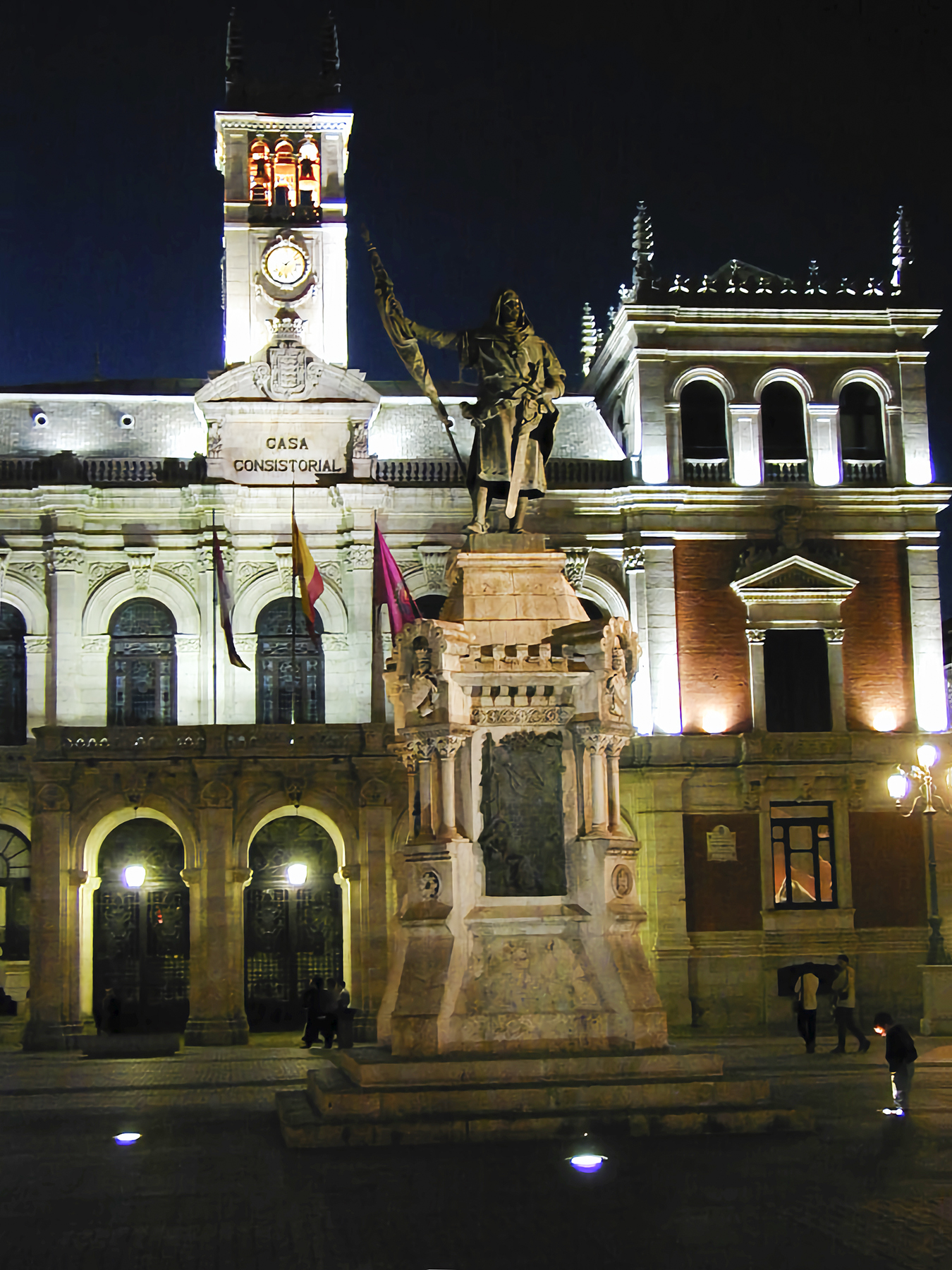
Monumento al conde Pedro Ansúrez.

En el centro de la plaza se halla la estatua del repoblador de la ciudad, el conde Pedro Ansúrez realizada en 1903 por Aurelio Rodríguez-Vicente Carretero. 
Se trata de un monumento que consta de un pedestal de base cuadrangular que adopta forma piramidal en el basamento y en el soporte de la escultura, realizado con piedra de Campaspero, sobre el que se halla la escultura en bronce de Pedro Ansúrez. 
La estatua del conde, que viste a la usanza de la época de Alfonso VI, porta espada y escudo. El cuerpo se encuentra inclinado ligeramente hacia atrás con la pierna derecha adelantada. En su mano izquierda sujeta enrollado el documento de fundación de la ciudad mientras que en la mano derecha sujeta el pendón de Castilla.

## Usos

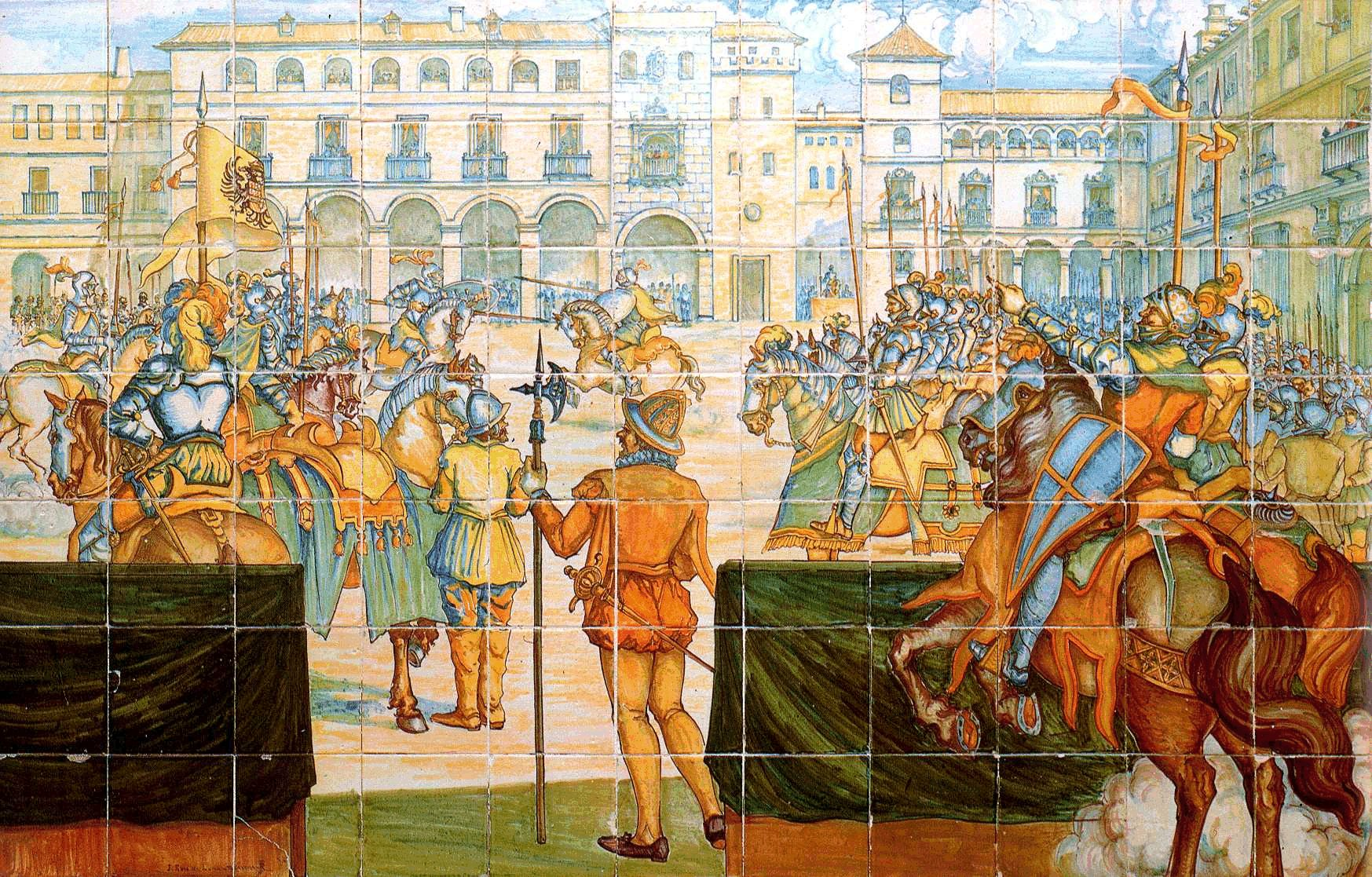
Celebración de un torneo medieval en la Plaza Mayor.

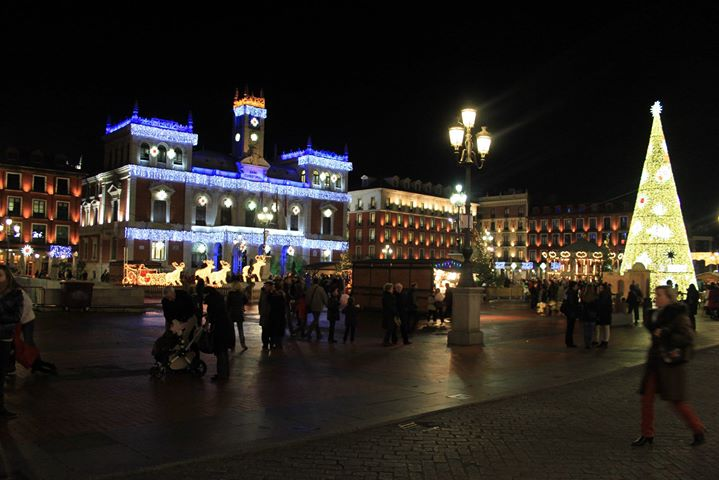
La Plaza Mayor en Fiestas navideñas.

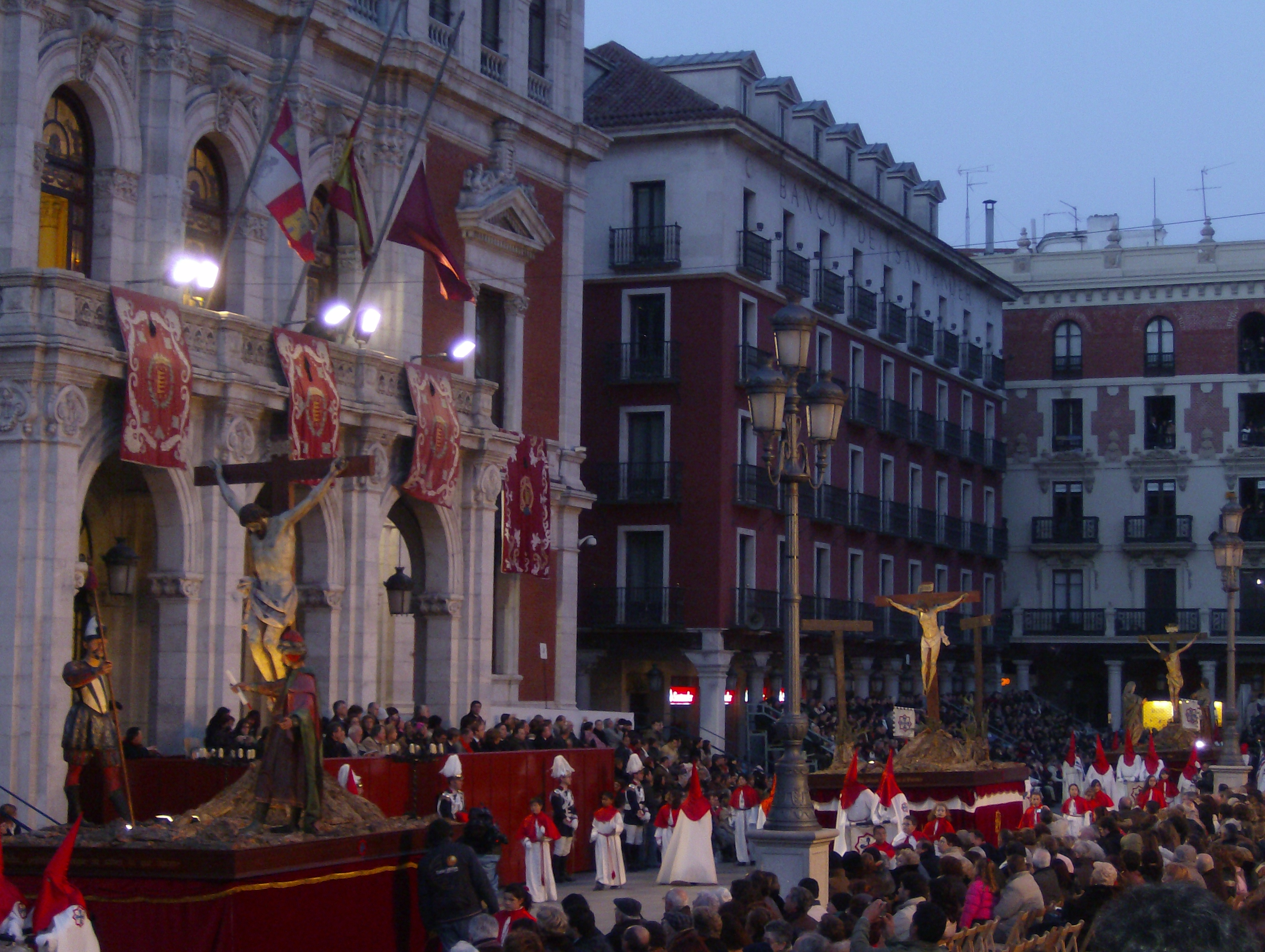
Procesión General de la Sagrada Pasión del Redentor en la Semana Santa de Valladolid.

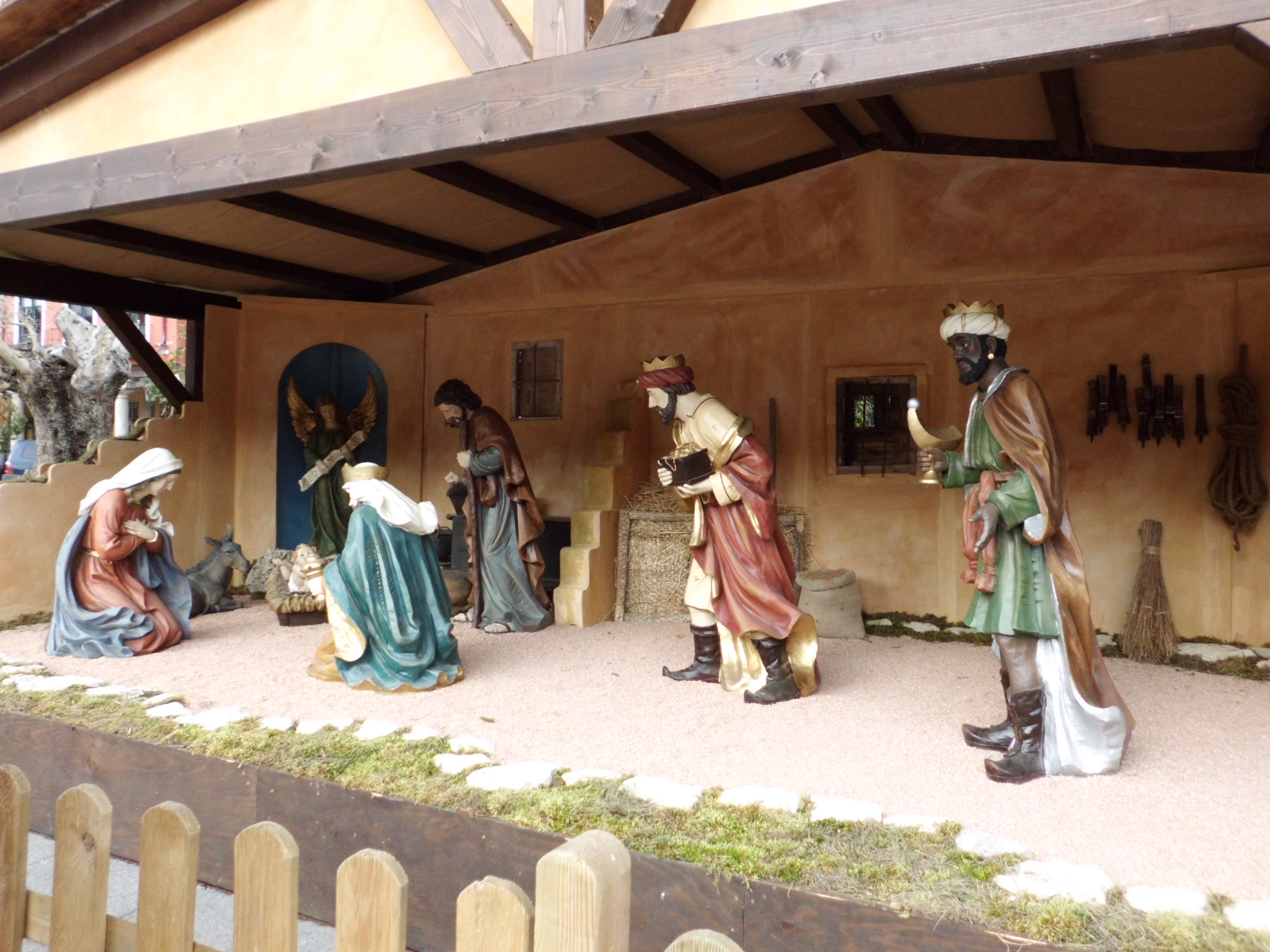
Nacimiento en plaza Mayor durante la Navidad.

En la actualidad la Plaza Mayor se ha convertido en un espacio nuclear propicio al encuentro y la convivencia ciudadana en la que se llevan a cabo diversas actividades. El uso más importante tiene lugar durante la Semana Santa de Valladolid. No sólo varias procesionen discurren por ella, sino que en Viernes Santo aparece con tribuna de autoridades, sillas y gradas con 8.000 personas de aforo para dos actos: el Sermón de las Siete Palabras en la mañana (enlutada con telones negros) y la Procesión General de la Sagrada Pasión del Redentor en la tarde.
Durante las festividades de los patrones de la ciudad, la Nuestra Señora de San Lorenzo y San Pedro Regalado, acoge conciertos y otros actos del programa de festejos.
Es uno de los espacios donde tiene lugar las actuaciones del TAC (Festival de Teatro y Artes de calle), que se celebra a finales de mayo. Con este festival se montan en la plaza dos zonas con graderíos, uno de aforo 1500 personas y otro de 300 personas. También es el espacio para la celebración de la Feria del Libro o el espacio central de la iluminación navideña.
Desde el punto de vista deportivo y como punto de reunión de los vallisoletanos es el punto habitual de celebración para los éxitos de los diversos equipos deportivos de la ciudad como el Real Valladolid, el Club Baloncesto Valladolid o el Club de Rugby El Salvador. Además, cada año se celebra el Valladolid Master, uno de los torneos más importantes de World Padel Tour, durante una semana de junio o julio.